# Antoni Wieczorek (fotograf)

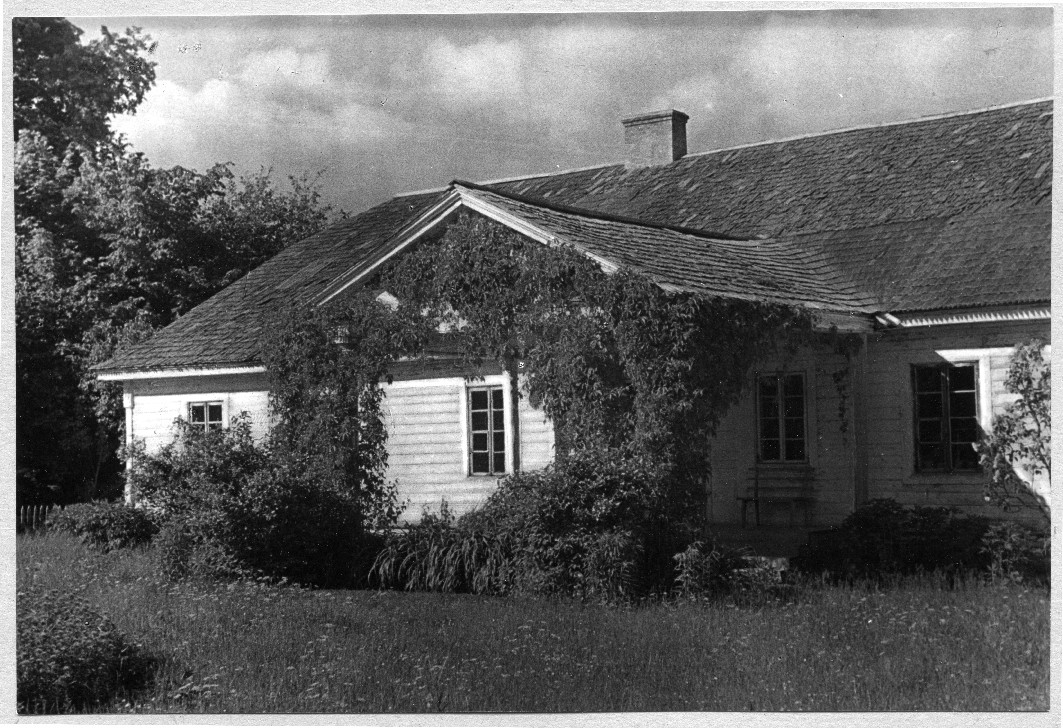
Foto: Antoni Wieczorek

Antoni Marian Wieczorek (ur. 16 lipca 1898 w Zakopanem, zm. 16 grudnia 1940 w Krakowie) – polski artysta fotograf, publicysta. Członek Fotoklubu Polskiego. Członek honorowy Polskiego Towarzystwa Fotograficznego. Prekursor fotografii małoobrazkowej w Polsce.

## Życiorys
Antoni Wieczorek urodził się w rodzinie Tomasza i Marii z d. Flaster. Związany ze śląskim środowiskiem fotograficznym – mieszkał, pracował, tworzył w Zakopanem. Fotografował od wczesnej młodości, fotografią artystyczną parał się od 1925 roku – wówczas po raz pierwszy nagrodzono jego fotografię w konkursie fotograficznym krakowskiego tygodnika ilustrowanego Światowid. Zajmował się przede wszystkim fotografią użytkową (publikacje w czasopismach i kartach pocztowych). Miejsce szczególne w jego twórczości zajmowała fotografia krajobrazowa, fotografia pejzażowa – w zdecydowanej większości sporządzana w technice bromowej, obrazująca motywy górskie (krajobrazy tatrzańskie) oraz przemysłowe. 
Fotografie Antoniego Wieczorka były prezentowane na licznych wystawach fotograficznych – w zdecydowane większości krajowych (m.in. Krajobraz Tatr i Podhala – 1931, I Polska Wystawa Fotografii Ojczystej – wystawa Polskiego Towarzystwa Fotograficznego, zorganizowana w 1938 roku, pod patronatem Ministerstwa Spraw Zagranicznych – wyróżniony Dyplomem Honorowym). Antoni Wieczorek prowadził aktywną działalność publicystyczną. Publikował artykuły m.in. o fotografii, fotografii górskiej, działalności i twórczości fotograficznej – m.in. w takich czasopismach jak Fotograf Polski, Miesięcznik Fotograficzny (Lwów), Naokoło Świata, Przegląd Fotograficzny, Tęcza, Tygodnik Ilustrowany, Wiadomości Fotograficzne. Był współautorem fotografii oraz tekstów do wydanego w 1934 – Almanachu fotografiki polskiej (wydawnictwo Stanisława Turskiego). 
W 1929 roku wziął udział w III Zjeździe Delegatów Związku Polskich Towarzystw Fotograficznych w Poznaniu, podczas którego podjęto uchwałę o powołaniu Fotoklubu Polskiego. W 1937 roku został zaproszony i przyjęty w poczet członków rzeczywistych Fotoklubu Polskiego.

## Publikacje (książki)
- Fotografowanie w górach (1938)[1]

## Ordery i odznaczenia
- Złoty Krzyż Zasługi (31 stycznia 1939)[14]